# Carlos Lleras de la Fuente
Carlos Lleras de la Fuente (Bogotá, Colombia, 30 de enero de 1937) es un político, docente, economista, politólogo, y diplomático colombiano. 
Fue embajador de Colombia en Estados Unidos y miembro de la Asamblea Nacional Constituyente, como cabeza de lista del partido que ayudó a fundar en 1990, el Movimiento de Salvación Nacional, con Álvaro Gómez Hurtado. También fue precandidato presidencial por su partido en 1994 y 1998. 
Trabajó como asesor para el Banco de la República, el Centro de Estudios Latinoamericano y fungió como profesor de economía y derecho en las universidades Jorge Tadeo Lozano y Rosario. 
Es hijo del expresidente de Colombia Carlos Lleras Restrepo y tío del político y exvicepresidente Germán Vargas Lleras.

## Biografía
Carlos nació en Bogotá, en 1937, del matrimonio entre el entonces ministro Carlos Lleras Restrepo, y su esposa Cecilia de la Fuente. 
Siendo aún un niño en 1952, presenció como su casa fue atacada por la policía conservadora al servicio de Roberto Urdaneta y Laureano Gómez, siendo consumida por el fuego la propiedad.

### Estudios
Se graduó de bachiller en el Liceo Francés de Bogotá. Se licenció en Derecho y Ciencias Políticas en el Colegio Mayor Nuestra Señora del Rosario. 

### Carrera
Fue profesor y juez municipal de Bogotá; trabajó como asesor en el Banco de la República, en el Centro de Estudios Monetarios Latinoamericanos. También trabajó en la Flota Mercante Gran Colombiana. 
Fue profesor universitario en la Universidad Jorge Tadeo Lozano y en su alma mater, la Universidad del Rosario. En la Tadeo fue decano de la Facultad de Economía y en la de Recursos Naturales.

### Trayectoria política
Como hijo del liberal Carlos Lleras Restrepo, Lleras de la Fuente pertenecía al Partido Liberal. Sin embargo no participó en la política nacional hasta 1990, cuando se inscribió como candidato a la Asamblea Nacional Constituyente. Su gestión en la asamblea fue para lograr la independencia del Banco de la República del Ministerio de Hacienda.
Fue precandidato presidencial en 1994, pero su partido nominó a Ernesto Samper, quien derrotó en las urnas al conservador Andrés Pastrana. Sin embargo, Samper lo nombró embajador en Washington, pero los problemas de Samper con el gobierno de Bill Clinton, a raíz del proceso 8000, lo llevaron a renunciar al cargo.
En 1998 volvió a ser precandidato por los liberales, pero su falta de apoyo lo llevó a apoyar la candidatura de Noemí Sanín, que buscaba frenar la candidatura de Pastrana, quien finalmente ganó las elecciones. Al final, Lleras se adhirió a Pastrana "para romper con Samper".

## Familia
Carlos se casó con Clemencia Figueroa Serrano en 1960 y tuvo 4 hijos. Catalina, Carlos, Ana María y Cristina.
Pertenece a la prestigiosa familia Lleras. Su padre, Carlos Lleras, fue presidente de Colombia entre 1966 y 1970. El abuelo de Carlos Lleras de la Fuente era el médico Federico Lleras Acosta, quien creó la vacuna contra la lepra. 
El primo de Carlos Lleras Restrepo, Alberto Lleras Camargo, fue presidente de Colombia en 1945, como designado, y entre 1958 y 1962, electo como primer presidente del Frente Nacional. También fue presidente de la OEA.
Carlos es, así mismo tío del exvicepresidente, senador y ministro, Germán Vargas Lleras, hijo de su hermana Clemencia Lleras. Sin embargo la relación entre Germán y Carlos nunca ha sido de las mejores.
Es familiar del periodista Felipe Zuleta Lleras, quien es nieto de Lleras Camargo y descendiente del científico Ricardo Lleras Codazzi.